# Dan Carter (rugbyspeler)
Daniel William Carter (Leeston, Nieuw-Zeeland, 5 maart 1982) is een Nieuw-Zeelandse rugbyspeler: Carter speelde van 2003-2015 voor het Nieuw-Zeelands rugbyteam de All Blacks en is nu actief als fly-half bij de Nieuw-Zeelandse club the Blues. Carter wordt beschouwd als de beste fly-half ter wereld.
Carter werd in 2005, 2012 en 2015 benoemd tot World Rugby Player of the Year door de internationale sportbond World Rugby. Hij won 3 keer de Super Rugby met zijn team de Crusaders en negen Tri-Nations en Rugby Championships met de All Blacks.
Carter is benoemd in de Nieuw-Zeelandse Orde van Verdienste.